# Landhockey vid olympiska sommarspelen 2024
Landhockey vid olympiska sommarspelen 2024 arrangerades mellan 27 juli och 9 augusti 2024 i Stade Olympique Yves-du-Manoir i Colombes i Frankrike. Tävlingarna bestod av en turnering för damer och en för herrar med 12 lag i respektive turnering. Upplägget var därmed oförändrat sedan OS 2008.

## Medaljörer
| Landhockey                      | Guld | Silver | Brons |
| Damernas turnering Detaljer...  | Nederländerna Xan de Waard Anne Veenendaal Luna Fokke Freeke Moes Lisa Post Yibbi Jansen Renée van Laarhoven Felice Albers Maria Verschoor Sanne Koolen Frédérique Matla Joosje Burg Marleen Jochems Pien Sanders Marijn Veen Laura Nunnink Pien Dicke         | Kina Ou Zixia Ye Jiao Gu Bingfeng Yang Liu Zhang Ying Chen Yi Ma Ning Li Hong Dan Wen Zou Meirong He Jiangxin Fan Yunxia Chen Yang Xu Wenyu Zhong Jiaqi Tan Jinzhuang Yu Anhui | Argentina Rocío Sánchez Moccia Sofía Toccalino Agustina Gorzelany Valentina Raposo Agostina Alonso Agustina Albertario María José Granatto Cristina Cosentino Victoria Sauze Sofía Cairó Eugenia Trinchinetti Lara Casas Juana Castellaro Pilar Campoy Julieta Jankunas Zoe Díaz |
| Herrarnas turnering Detaljer... | Nederländerna Thierry Brinkman Jip Janssen Lars Balk Jonas de Geus Thijs van Dam Seve van Ass Jorrit Croon Justen Blok Derck de Vilder Floris Wortelboer Tjep Hoedemakers Koen Bijen Joep de Mol Pirmin Blaak Tijmen Reyenga Duco Telgenkamp Floris Middendorp | Tyskland Mats Grambusch Mathias Müller Lukas Windfeder Niklas Wellen Johannes Große Thies Prinz Paul-Philipp Kaufmann Teo Hinrichs Tom Grambusch Gonzalo Peillat Christopher Rühr Justus Weigand Marco Miltkau Martin Zwicker Hannes Müller Malte Hellwig Moritz Ludwig Jean Danneberg | Indien Harmanpreet Singh Jarmanpreet Singh Abhishek Nain Manpreet Singh Hardik Singh Gurjant Singh Sanjay Mandeep Singh Lalit Upadhyay P.R. Sreejesh Sumit Walmiki Shamsher Singh Raj Kumar Pal Amit Rohidas Vivek Prasad Sukhjeet Singh                                         |

Denna tabell: visa • redigera

## Medaljtabell
*   Värdland ( Frankrike)
| Nr                  | Nation              | Guld | Silver | Brons | Totalt |
| ------------------- | ------------------- | ---- | ------ | ----- | ------ |
| 1                   | Nederländerna       | 2    | 0      | 0     | 2      |
| 2                   | Tyskland            | 0    | 1      | 0     | 1      |
| 2                   | Kina                | 0    | 1      | 0     | 1      |
| 4                   | Argentina           | 0    | 0      | 1     | 1      |
| 4                   | Indien              | 0    | 0      | 1     | 1      |
| Totalt (5 nationer) | Totalt (5 nationer) | 2    | 2      | 2     | 6      |